# 拉斯拉哈斯
拉斯拉哈斯是巴拿马奇里基省圣费利斯区的一个城市。 It is the seat of San Félix District. 该市面积为54.2平方（20.9平方英里），2010年时人口为1,521，故其人口密度为28.1名居民每平方（73名居民每平方英里）。 1990年时人口为2,218，2000年时人口为1,191。